# 李向榮
李向榮（1756年—？），字觀扬，号南溪，别号梦园，镶白旗汉军包衣。

## 生平
乾隆丙午科（1786年）乡试第二百名举人，嘉庆丙辰科（1796年）会试第三十四名，己未科（1799年）殿试第三甲八十四名进士。
《灤州志》记载：“李向榮，字南溪，太古莊人，旗籍。乾隆丙午举人，嘉庆丙辰進士（实际上是己未科）。補工部營繕司主事，轉都虞司。抱負宏遠，文名藉甚，為時所推重。”

## 家庭
- 曾祖李承嗣；
- 祖父李任；
- 父李群弟，庠生；
- 胞兄李方坤、李兑；
- 子李均，庠生、李長庚。